# Zaai
Zaai is een Nederlandse serie korte afleveringen over de avonturen van twee meisjes die op het platteland woonden. Zaai was te zien in het VPRO-programma Villa Achterwerk. De afleveringen werden geschreven door Paul Groot. De serie liep van 1998 tot 2003.
De verhalen spelen zich voornamelijk af bij een weiland, waar de beste vriendinnen Irma Johanna Iepma (Plien van Bennekom) en Ingrid Mastenbreurtje (Bianca Krijgsman) bijkletsen op een hek. "Postbode Siemen Sietsema" (Joep Onderdelinden) komt regelmatig langs en zorgt ervoor dat de meisjes zich niet meer vervelen. Andere personages, zoals het meisje Ingeborg, tante Lousewies en Gekke Fokke, werden ook door Onderdelinden gespeeld.
Kenmerkend voor het programma is het accent van de meisjes. De klank ervan is geïnspireerd op een Fries dialect op Terschelling. Voltooid deelwoorden worden uitgesproken zonder ge- als voorvoegsel. Verder hebben de personages een merkwaardige, wat archaïsche woordkeus, zoals "elektriek" in plaats van "elektriciteit", "het gevang" in plaats van "de gevangenis" en het gebruik van het woord dus als stopwoord. In de serie komen veel zinnetjes voor als "Postbode Siemen, wij vervelen ons wij twee. Dus jij moet wat verzinnen" en "Maar ik heb geen tijd. Ik moet warken, dáárom".
De serie straalt de sfeer van de jaren zestig en zeventig uit, wat naar voren komt in de kleding van de meisjes en de postbode. De meisjes dragen rubberlaarzen aan hun blote benen.
Zaai werd opgenomen aan de Nieuwendijk nabij de Zuid-Hollandse dorpen Zuid-Beijerland en Nieuwendijk. Het hek waarop de meisjes zitten (51.7512°N, 4.3310°O) en het 'koeienbad' waren decorstukken die na de opnames weer werden meegenomen. De scènes uit de aflevering over 4 en 5 mei en de wielrennersscène werden opgenomen bij een bosje aan de andere kant van de dijk. Het rapliedje over de stad werd opgenomen op de veerboot naar Tiengemeten, een paar honderd meter verderop.
De serie liep van 15 november 1998 tot en met 1 januari 2003. Daarna was Postbode Siemen nog wel regelmatig te bewonderen bij Roos en haar Mannen, het presentatieteam van Villa Achterwerk, totdat in juni 2006 ook dit programma werd beëindigd. Plien en Bianca speelden dezelfde personages uit Zaai ook als cabaretstuk in 2001 in Biks, dat in 2004 op dvd werd uitgebracht.
De serie werd in 2007 geparodieerd in het televisieprogramma Koefnoen, waarin Van Bennekom en Krijgsman ook speelden. Hier werden hun typetjes gedaan door Paul Groot (bedenker van de serie), Owen Schumacher en Jeremy Baker.
Bij de uitreiking van de Gouden Televizier-Ring op 22 oktober 2010 kwamen Plien en Bianca nog één keer terug als Irma en Ingrid om de Gouden Stuiver voor het beste kinderprogramma uit te reiken.
In 2022 kwam Paul Groot naar buiten met een plan om een vervolg te maken, waarin de personages 35 jaar ouder zijn. VPRO en Omroep MAX toonden echter geen interesse.